# Юозас Ягелавічюс
Юозас Ягелавічюс (12 січня 1939 — 17 червня 2000) — литовський академічний веслувальник.
Бронзовий призер Олімпійських Ігор 1968 року в складі вісімки, учасник 1964 року.
Срібний призер Чемпіонату світу 1962 (вісімки), 1966 (розпашні четвірки без стернового) років.
Чемпіон Європи 1965 (розпашні четвірки без стернового), 1967 (розпашні четвірки зі стерновим) років, срібний призер 1963, 1964, 1969 років у складі вісімки.